# Lorelei
Lorelei er en stor klippe ved Rhinen nær St. Goarshausen, i Rhein-Lahn-Kreis i  den tyske delstat Rheinland-Pfalz. Klippen rejser sig 120 m over vandet. Den markerer det smalleste stykke af Rhinen mellem Schweiz og Nordsøen. En meget stærk strøm og skjulte klipper i vandet forårsagede tidligere mange grundstødninger.
Navnet kommer fra de gamle tyske ord luren (se) og ley (sten). Oversættelsen af navnet bliver derfor "sten hvor man skal holde øje".
Loreleiklippen ligger i UNESCO-Verdensarvsområdet Oberes Mittelrheintal.
På toppen af klippen er friluftsscenen Freilichtbühne Loreley blevet anlagt i 1934-1939.